# フライング・ジャット
『フライング・ジャット』（A Flying Jatt）は、2016年に公開されたインドのスーパーヒーロー映画。レモ・デソウザが監督を務め、タイガー・シュロフ、ジャクリーン・フェルナンデス、ネイサン・ジョーンズが出演している。超人的能力を身に付けた男を主人公としており、2016年8月25日に公開された。

## キャスト
- アマン・ディロン（フライング・ジャット） - タイガー・シュロフ
- キルティ - ジャクリーン・フェルナンデス
- ラカ - ネイサン・ジョーンズ
- マルホートラ - ケイ・ケイ・メーノーン（英語版）[6]
- アマンの母 - アムリタ・シン[7]
- ローヒト・ディロン - ガウラウ・パーンデー（英語版）[8]
- 本人役 - シュラッダー・カプール（カメオ出演）[9]

## 評価

### 批評
Rotten Tomatoesには6件のレビューが寄せられ支持率50%、平均評価4.8/10となっている。ザ・タイムズ・オブ・インディアのスリジャナ・ミトラは3.5/5の星を与え、「タイガーは犯罪と戦うスーパーヒーロー・アマンをきっちりと演じた」と批評している。ファーストポストは「映画の喜劇性、時折現れる独創性と純真なオーラは奥行きの欠如にもかかわらず、独自の方法で効果的に描かれている。デソウザは2011年に製作した初監督作品『F.A.L.T.U』でも自然なウィットを出しており、『フライング・ジャット』はインスピレーションを西側映画に頼らなければ、より良い結果になったかも知れない。これは非常に若者向けとなっている」と批評している。
デイリー・ニュース&アナライシスのサリタ・タンワルは2/5の星を与え、「これを見るにはスーパーヒーロー並みの忍耐力が必要になります」と批評している。ヒンドゥスタン・タイムズのアヌパマ・チョープラーは1.5/5の星を与え、「『フライング・ジャット』の前半には楽しい時間が訪れます。私は主人公が高所恐怖症で地面に近い低空を飛ぶ場面が好きでした。ですが、インターバルが終了すると、笑いは座席に座ってしまいました」と批評した。ハフポストのサプラティーク・チャテルジーは「何故こんなものが存在するのでしょうか?」と問いかけ、「レモ・デソウザのスーパーヒーロー映画は、ボリウッドの怠惰と創造性の破産の象徴です」と批評している。

### 受賞・ノミネート
| 映画賞               | 部門                       | 対象                                | 結果       | 出典   |
| -------------------- | -------------------------- | ----------------------------------- | ---------- | ------ |
| 第9回ミルチ音楽賞    | ベスト・ソング・エンジニア | エリック・ピラーイ「Beat Pe Booty」 | ノミネート | [ 16 ] |
| ジー・シネ・アワード | 振付賞                     | タイガー・シュロフ「Beat Pe Booty」 | 受賞       |        |